# Ichthyophis orthoplicatus
Ichthyophis orthoplicatus är en groddjursart som beskrevs av Taylor 1965. Ichthyophis orthoplicatus ingår i släktet Ichthyophis och familjen Ichthyophiidae. IUCN kategoriserar arten globalt som sårbar. Inga underarter finns listade i Catalogue of Life.